# إموري كلارك
إموري كلارك (بالإنجليزية: Emory Clark)‏ هو مجدف أمريكي، ولد في 23 مارس 1938 في ديترويت في الولايات المتحدة.

## وصلات خارجية
- إموري كلارك على موقع الاتحاد الدولي للتجديف (الإنجليزية)
- إموري كلارك على موقع اللجنة الأولمبية الدولية (الإنجليزية)
- إموري كلارك على موقع أوليمبيديا (الإنجليزية)